# Обнимательная вечеринка

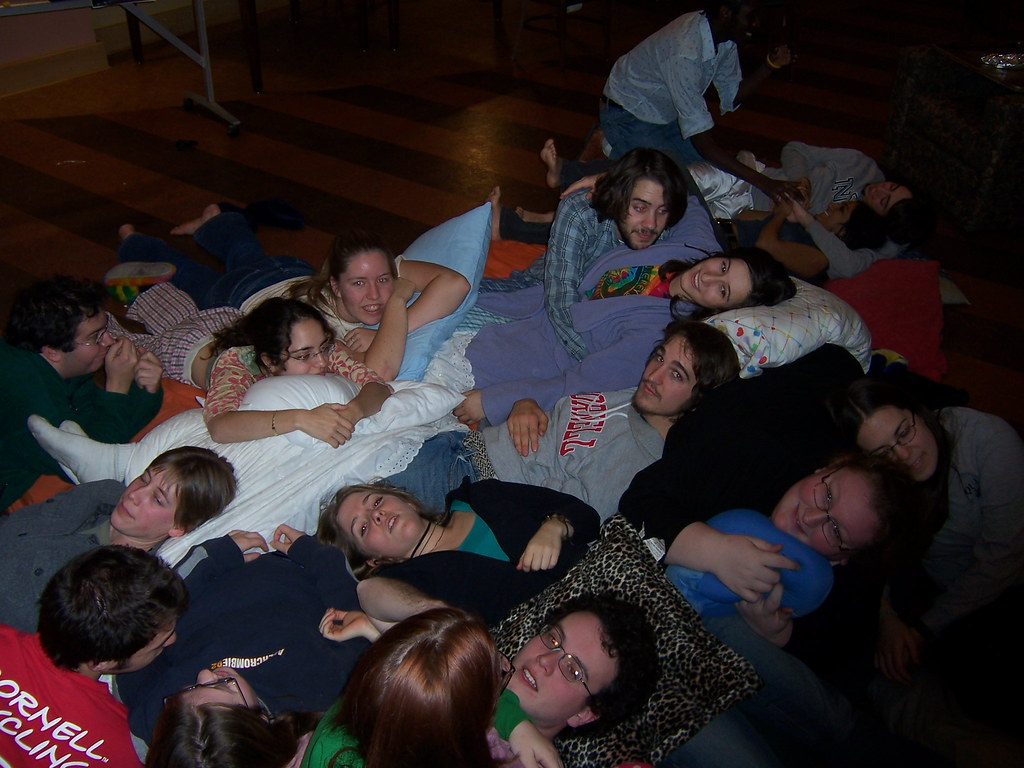
Cuddle party

Обнима́тельная вечери́нка, вечери́нка объя́тий, ка́ддл па́ти (от англ. cuddle party) — мероприятие, проводимое с целью позволить людям испытать несексуальную групповую телесную близость посредством объятий.

## Описание
Обнимательные вечеринки позиционируются как встречи для тактильных взаимодействий участников без сексуального контакта. На этих встречах люди могут исследовать общение, свои и чужие границы и привязанности, практиковаться в умении объяснять свои желания, а также практиковаться говорить «нет» на нежеланное взаимодействие.
Обнимательные вечеринки представляют собой безопасное пространство, где можно не только получать удовольствие. Они позволяют исследовать себя в тактильном взаимодействии с другими людьми, тренироваться в умении следить за своими границами, ощутить принятие и психологическую поддержку.
Организаторы каддл-пати предварительно проводят отбор участников, а на самом мероприятии следят за соблюдением правил, что исключает неуважение или насилие на мероприятии.
Вечеринки проводятся по строгим правилам, суть которых — соблюдение личных границ всех участников и культура согласия. В частности, перед тем, как кого-либо обнять, полагается спросить у него (её) разрешения. Поцелуи, любые проникновения под одежду и петтинг запрещены. Тех, кто не соблюдает правила, организаторы мероприятия могут удалить из зала.
Перед мероприятием организаторы проводят интервью с потенциальными участниками, а на самой встрече организаторы или активисты знакомят новичков с правилами поведения на вечеринке.
Помещение, в котором проводятся обнимательные вечеринки, выстелено коврами и матами, чтобы участники могли комфортно обниматься лёжа.
Сайт некоммерческой организации Cuddle party рекламирует благотворное действие обнимательных вечеринок на здоровье участников. Объятия, по научным данным, действительно положительно влияют на состояние человека. При объятиях выделяется окситоцин, что ведёт к снижению воспаления на физиологическом уровне, а на эмоциональном — снижает стресс и тревожность.
Обнимательные вечеринки поднимают настроение и улучшают самочувствие, объятия — одна из базовых психологических потребностей.

Нам нужно четыре объятия в день для выживания. Восемь объятий в день для поддержания нашего здоровья и хорошего самочувствия. И нам нужно 12 объятий в день для роста и чувства собственного достоинства.
— Вирджиния Сатир (американская психотерапевт). Цит. по: Денисюк, 2021
Сообщество Cuddle Party обучает желающих основам модерации обнимательных вечеринок — фасилитации (англ. facilitation).

### Правила обнимательных вечеринок
Правила всех обнимательных вечеринок примерно одинаковые, их основой является принцип активного согласия, когда перед любым прикосновением предварительно необходимо спросить разрешения и продолжать только при чётком ответе «да».
Общие правила обнимательных вечеринок
1. правило застёгнутой одежды («одежда остаётся на месте», запрет сексуальных взаимодействий) — все участники одеты в течение всей вечеринки, прикосновения не означают сексуальное взаимодействие и не являются поводом для будущего секса[6][4][5];
2. правило активного согласия — перед тем, как прикоснуться к кому-либо, следует спросить участника об этом и получить устное согласие (ответ «да»)[6][4]. Отсутствие ответа или любой ответ, кроме «да», означает «нет»[4] (это простое правило поведенческого этикета, которого не хватает в повседневной жизни[6]);
3. правило чёткого ответа — если вы решили согласиться, тогда говорите «да», если вы думаете отказаться — скажите «нет», а если думаете «может быть» — говорите «нет»[6];
4. возможность передумать — вы можете изменить своё мнение о происходящем в любой момент и тут же прекратить взаимодействие; если что-то вас перестало устраивать, вы почувствовали дискомфорт, вам рекомендуется переменить своё предыдущее решение[6];
5. отказ не страшен — никто не должен бояться отказать любому человеку, каждый из участников в ответе только за собственные эмоции и не несёт ответственность за чужие[6];
6. правило безопасности — не причиняйте вред себе, другим участникам и помещению[4][5].

## История
В прошлом объятия с незнакомцами были табуированы.
Нью-йоркская пара, называвшая себя «коучами по отношениям» — Рейд Михалко (англ. Reid Mihalko) и Марсия Бачински (Marcia Baczynski) основали в Нью-Йорке НКО Cuddle Party и 29 февраля 2004 года провели первую обнимательную вечеринку. Согласно веб-сайту организации, мероприятия изначально были созданы для друзей, которые были слишком напуганы, чтобы посещать неформальные мастер-классы по массажу, проводимые М. Михалко. После создания веб-сайта Cuddle Party организаторы открыли эти встречи для широкой публики и, благодаря большому вниманию СМИ, Cuddle Party в Нью-Йорке стали социальным феноменом.
Чтобы удовлетворить спрос на вечеринки объятий в других городах, Михалко и Бачински запустили свою программу обучения и сертификации в январе 2005 года и с тех пор обучили ряд людей из разных городов проведению Cuddle Party.
В Москве первую кадл пати провела Мария Зобнина после того, как узнала о таких вечеринках, проходящих в Нью-Йорке.
Во второй половине 2010-х обнимательные вечеринки стали популярны в Москве, в том числе в корпоративной среде как средство повышения командной сплочённости.

## В кино
- Вечеринка объятий была показана в эпизоде «Грандиозное убийство на Центральном вокзале» (англ. Grand Murder at Central Station) сериала C.S.I.: Место преступления Нью-Йорк (CSI: New York)[17][18][19].
- Вечеринка объятий была проведена в серии «Маршрут 66» (англ. Route 66) второго сезона сериала «Идиот за границей[англ.]» (англ. An Idiot Abroad).
- Фильм «Cuddle Party» 2016 года, снятый М. И. Эпштейном по собственному сценарию[20].